# 约施塔特
约施塔特（德語：Jöhstadt，發音：[ˈjøːˌʃtat] ⓘ）是德国萨克森州厄尔士山县的城市，面积49.7平方千米，2023年12月31日人口为2,493人。